# دارين تان
دارين تان (بالصينية: 陈世维) هو مغني صيني، ولد في 22 فبراير 1983 في سنغافورة.

## وصلات خارجية
- دارين تان على موقع IMDb (الإنجليزية)
- دارين تان على موقع ميوزك برينز (الإنجليزية)
- دارين تان على موقع قاعدة بيانات الفيلم (الإنجليزية)